# Los Riegos
Los Riegos es una localidad del estado mexicano de Chiapas. Es parte del municipio de Comitán de Domínguez.

## Demografía
| Gráfica de evolución demográfica |
|                                  |

| Censo | Población |
| ----- | --------- |
| 1900  | 896       |
| 1910  | 1 739     |
| 1921  | 372       |
| 1930  | 446       |
| 1940  | 503       |
| 1950  | 1 133     |
| 1960  | 265       |
| 1970  | 372       |
| 1980  | 1 092     |
| 1990  | 1 246     |
| 2000  | 1 354     |
| 2010  | 1 740     |
| 2020  | 1 916     |